# Apostackers
Apostackers war ein virtuelles Musikprojekt bestehend aus den vier animierten Robotern Gobot, Tanic, Juri und Greety.

## Hintergrund
Der Fernsehsender RTL II setzte den Song Anfang 2006 in seinem Animeprogramm ein. Es erreichte im April 2006 die deutschen Singlecharts.

## Diskografie
Singles
- 2006: Apostackers